# لوسی پول
لوسی پول (آلمانی: Lucie Pohl؛ زادهٔ ۱۵ آوریل ۱۹۸۳) هنرپیشه و کمدین اهل آلمان است.
وی بازیگر فیلم‌هایی همچون مغ، جانوران شگفت‌انگیز و زیستگاه آن‌ها و میهن بوده‌است.